# Хабербергская кирха
Хабербергская кирха (нем. Haberberger Trinitatis-Kirche) — протестантская кирха в кёнигсбергском районе Хаберберг.

## История
Основана в 1652 году, хотя ещё в 1537 году на месте кирхи существовала часовня. Кирха и церковная община были посвящены Святой Троице. В связи с этим к названию кирхи добавляются слова «Тринитатис» (нем. Trinitatis).
В 1747 году церковь сгорела до основания и была отстроена заново в 1748—1753 годах. На новом здании церкви по совету Иммануила Канта, который был крещён в Хабербергской кирхе, был установлен первый в Кёнигсберге молниеотвод.
Внутри церковь состоит из трех нефов и имеет хоры. Интерьер кирхи, каким он был до войны, был изготовлен во второй половине XVIII века. Внутреннее убранство помещения в стиле рококо в светлых тонах.
В церкви был великолепный орган работы мастера Адама Готтлиба Каспарини.
Руины церкви были окончательно разрушены в начале 1960-х годов. Сейчас на месте церкви находится «Дом Искусств».

## Фотогалерея
- Вид на кирху со стороны Южного вокзала
- Внутреннее убранство кирхи
- Вид на кирху со стороны Бранденбургских ворот